# Plecoptera leucosticha
Plecoptera leucosticha là một loài bướm đêm trong họ Erebidae.